# Krakkói Szűz Mária-oltár

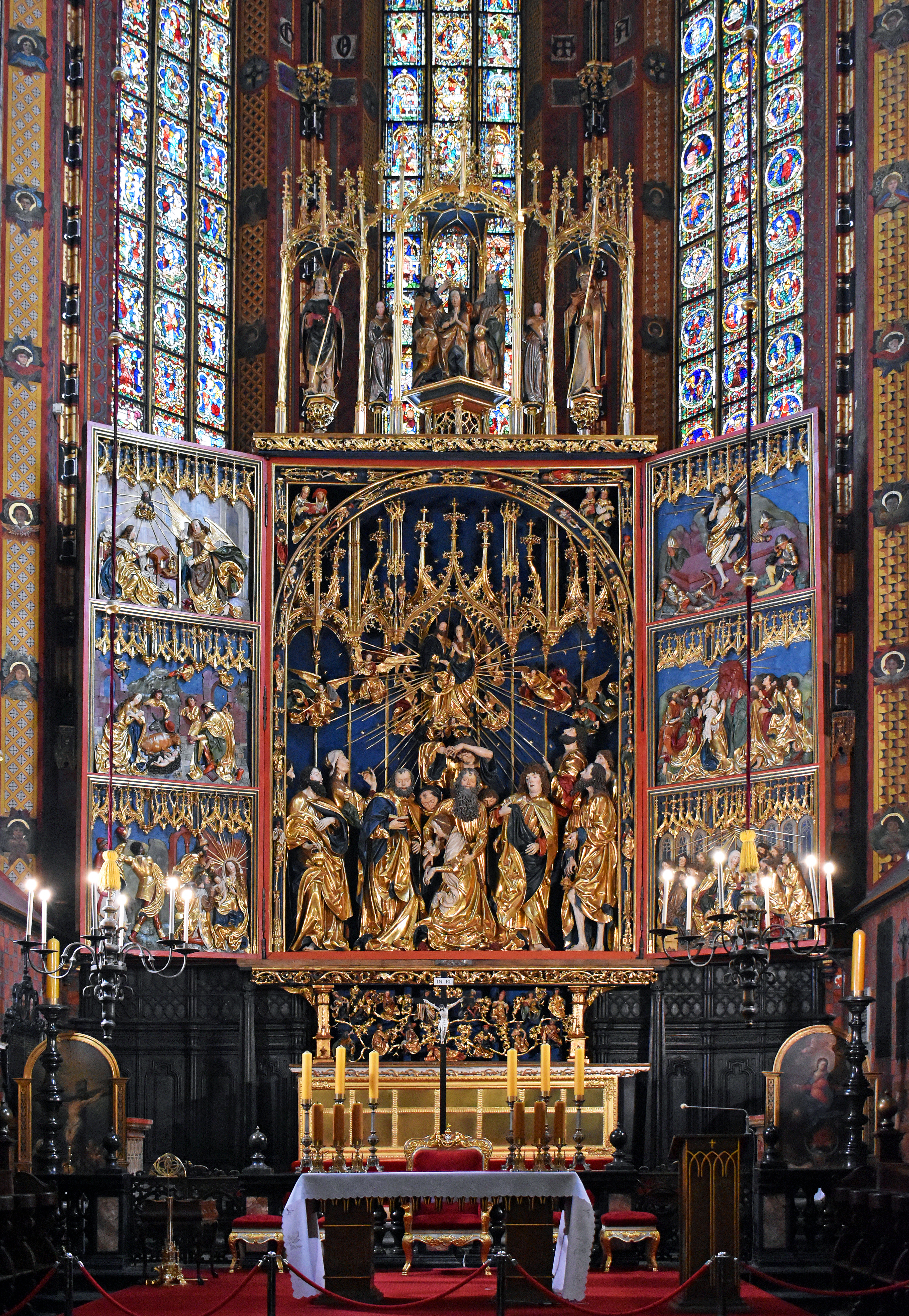
Mária-oltár

A krakkói Veit Stoss-oltár (lengyelül: Ołtarz Wita Stwosza), más néven Szűz Mária-oltár (Ołtarz Mariacki) Európa legnagyobb gótikus oltára és Lengyelország nemzeti kincse. A krakkói Mária-templom főoltára mögött található. Az oltárt 1477 és 1489 között Veit Stoss (lengyel nevén Wit Stwosz) szobrászművész faragta, aki több mint 20 évig élt és dolgozott a városban.
1941-ben, a német megszállás alatt, a szétszedett oltárt Hans Frank – a megszállt lengyel területek főkormányzója – parancsára a Harmadik Birodalomba szállították. 1946-ban Bajorországban került elő, az erősen lebombázott nürnbergi vár alagsorába elrejtve. Az oltáron jelentős restaurációs munkákat végeztek Lengyelországban, és 10 évvel később visszahelyezték a Mária-templomba, eredeti helyére.

## Története

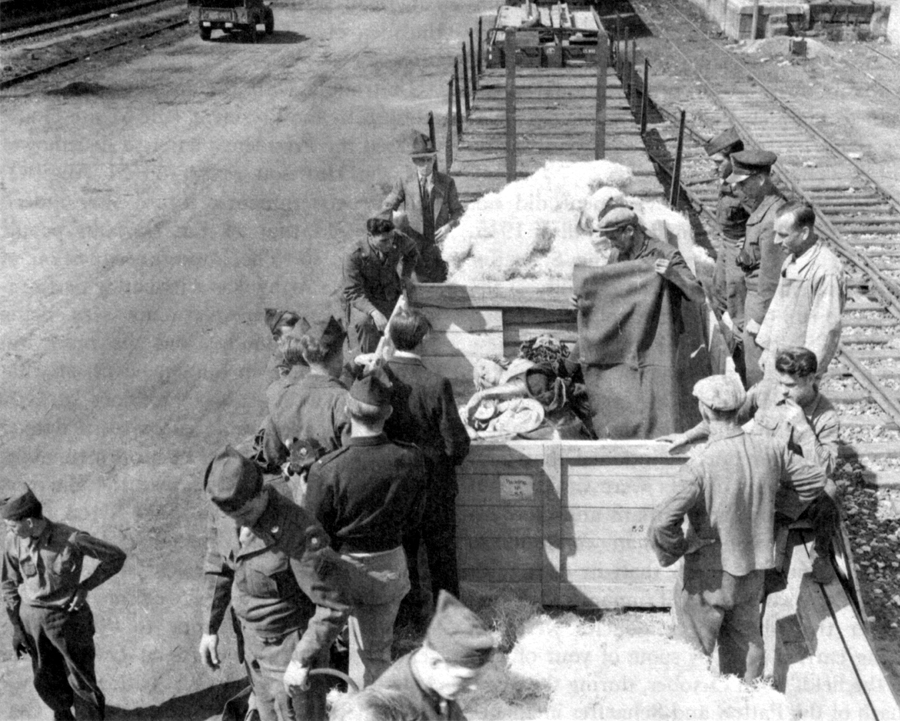
1946. április: német munkások és amerikai katonák utolsó pillantást vetnek az oltár főalakjaira

Néhány héttel a második világháború és Lengyelország német megszállása előtt a lengyelek szétszedték az oltárt, és főbb szobrait ládákba tették, amiket az ország különböző részein rejtettek el. A ládákat a Sonderkommando Paulsen nevű náci egység megtalálta, majd a Harmadik Birodalomba szállíttatta, feltehetőleg Berlinbe. Az oltár tábláit szintén megtalálták és Németországba vitték. A nürnbergi vár alagsorában helyezték el. A várnál dolgozó lengyel foglyok üzentek a lengyel ellenállás tagjainak, hogy az oltárt ott rejtették el. Az alkotás átvészelte a háborút a Nürnberget ért bombázások ellenére, majd Emeryk August Hutten-Czapski gróf fedezte fel, aki a lengyel 1. páncélos hadosztállyal kelt át a Rajnán. 1946-ban az oltárt visszavitték Lengyelországba, ahol jelentős helyreállításon esett át. 1957-ben került vissza a Mária-templomba.
Az oltárt a történelem során többször restaurálták, nemcsak a második világháború befejezését követően. Először 1600 előtt, majd 1866–1870, 1932–1933, 1946–1949 között, 1999-ben és végül 2017-ben újították fel.
A chicagói Szent János Cantius templomban megtalálható az oltár aprólékosan kidolgozott másolata. Ez az egyharmad méretarányú példány 2003-ban készült el az egykor Galíciából bevándorolt lengyelek tiszteletére, akik 1893-ban megalapították a plébániát.

## Leírása
A Veit Stoss szárnyas oltár körülbelül 13 m magas és 11 m széles, amikor a triptichont teljesen kinyitják. A realisztikusra faragott alakok 2,7 m magasak; mindegyiket hársfa törzséből faragták. Az oltár további részei tölgyfából, a háttér pedig vörösfenyőből készült. Zárt állapotában a táblák Jézus Krisztus és Szűz Mária életének 12 jelenetét mutatják be.
Az oltár közepén látható jelenet Jézus anyjának, Máriának elszenderülését mutatja be a tizenkét apostol jelenlétében. A felső középső rész Mária mennybemenetelét szemlélteti. A legtetején, a főkereten kívül, Mária megkoronázása látható, amelyet Szent Szaniszló és Prágai Szent Adalbert alakjai szegélyeznek. Az oldalsó szárnyakon Mária hat öröme látható:
| Angyali üdvözlet  |  | Középső jelenet, Szűz Mária elszunnyadása, a tizenkét apostol jelenlétében |  | Krisztus feltámadása     |
| Jézus születése   |  | Középső jelenet, Szűz Mária elszunnyadása, a tizenkét apostol jelenlétében |  | Krisztus mennybemenetele |
| Napkeleti bölcsek |  | Középső jelenet, Szűz Mária elszunnyadása, a tizenkét apostol jelenlétében |  | A Szentlélek kiáradása   |

## Galéria

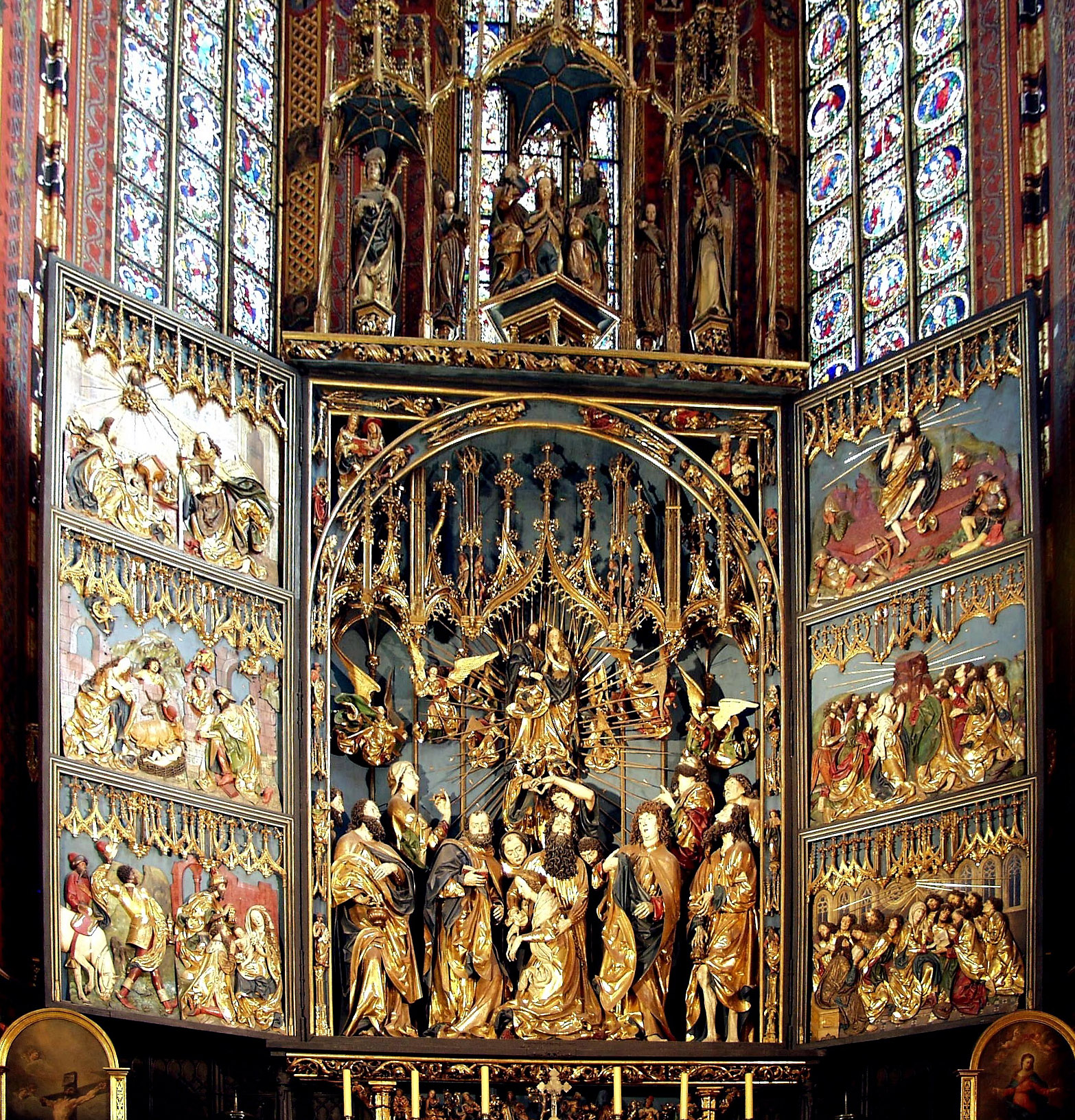
Áttekintés
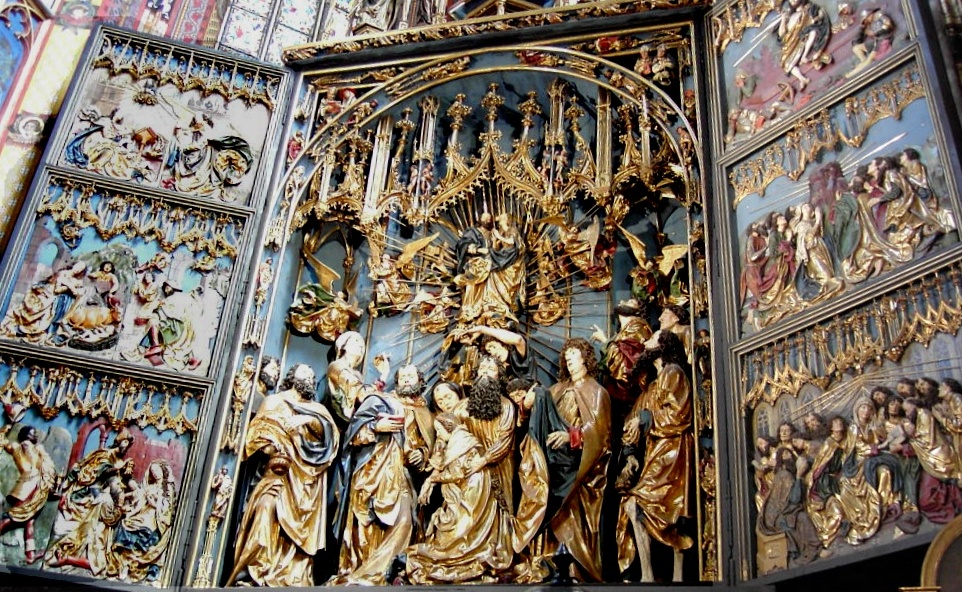
Az oltár középső része
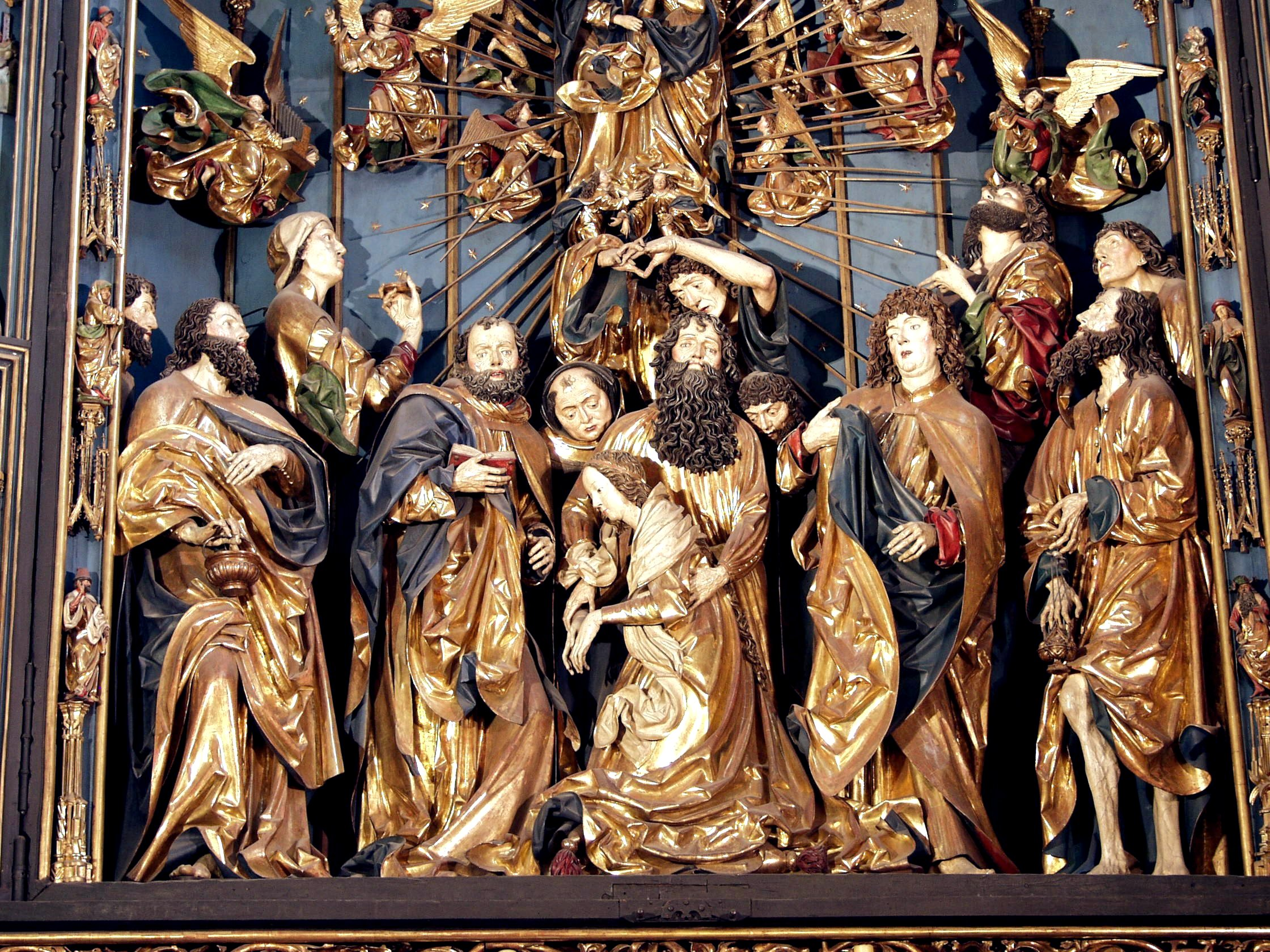
Mária elszunnyadása
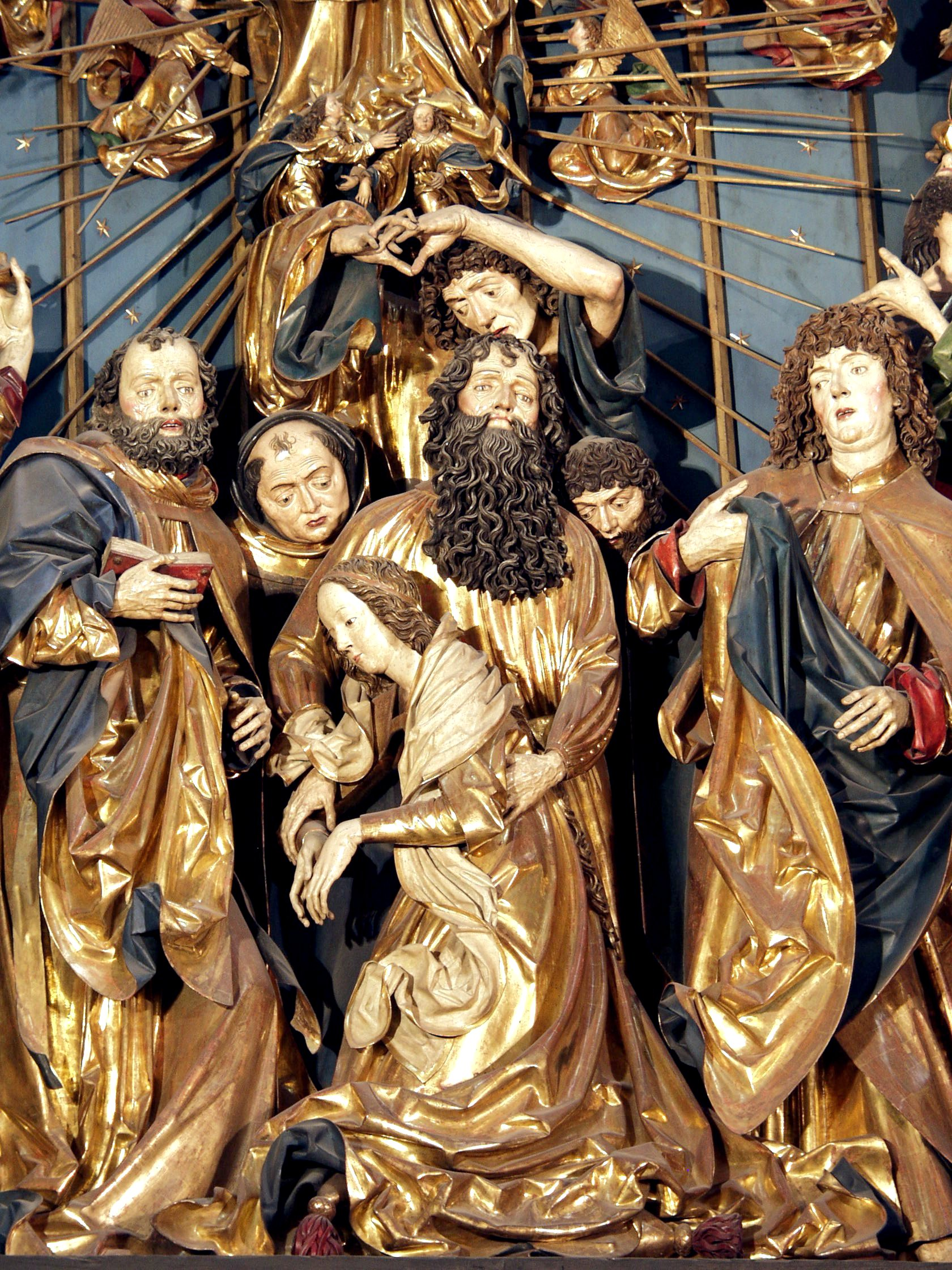
Mária elszunnyadása, részlet
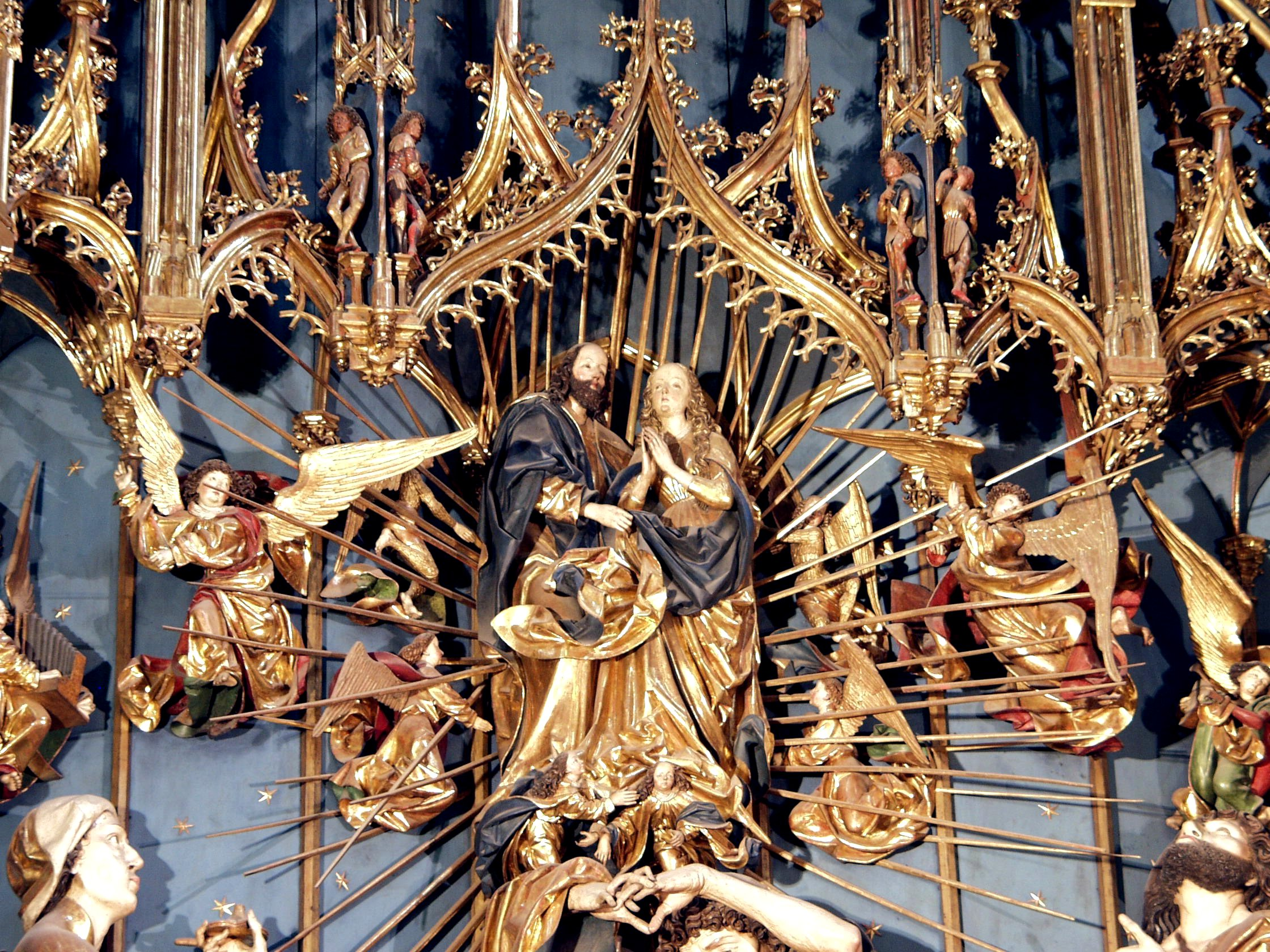
Mária mennybemenetele
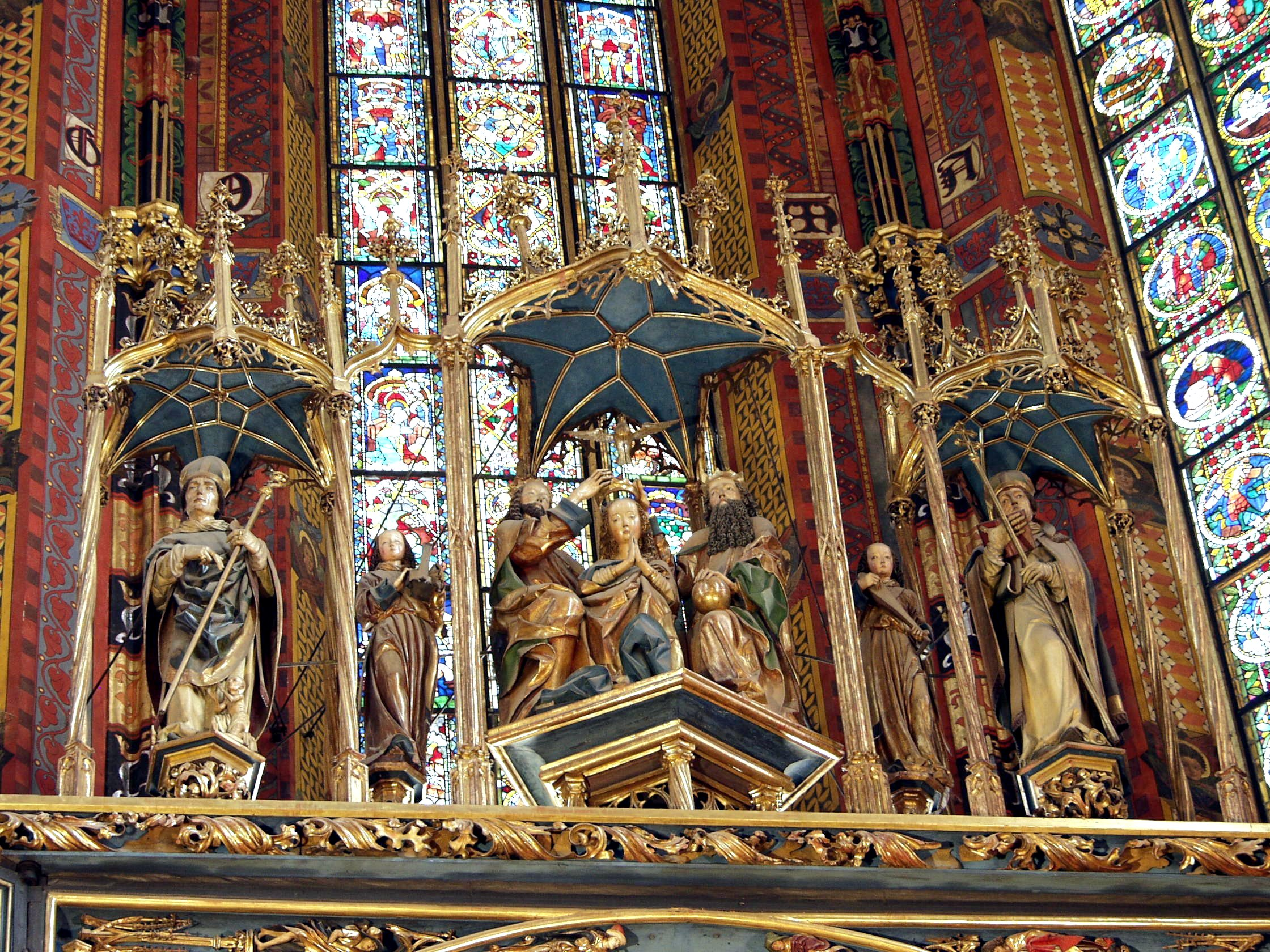
Mária megkoronázása, Szent Szaniszlóval és Szent Adalberttel
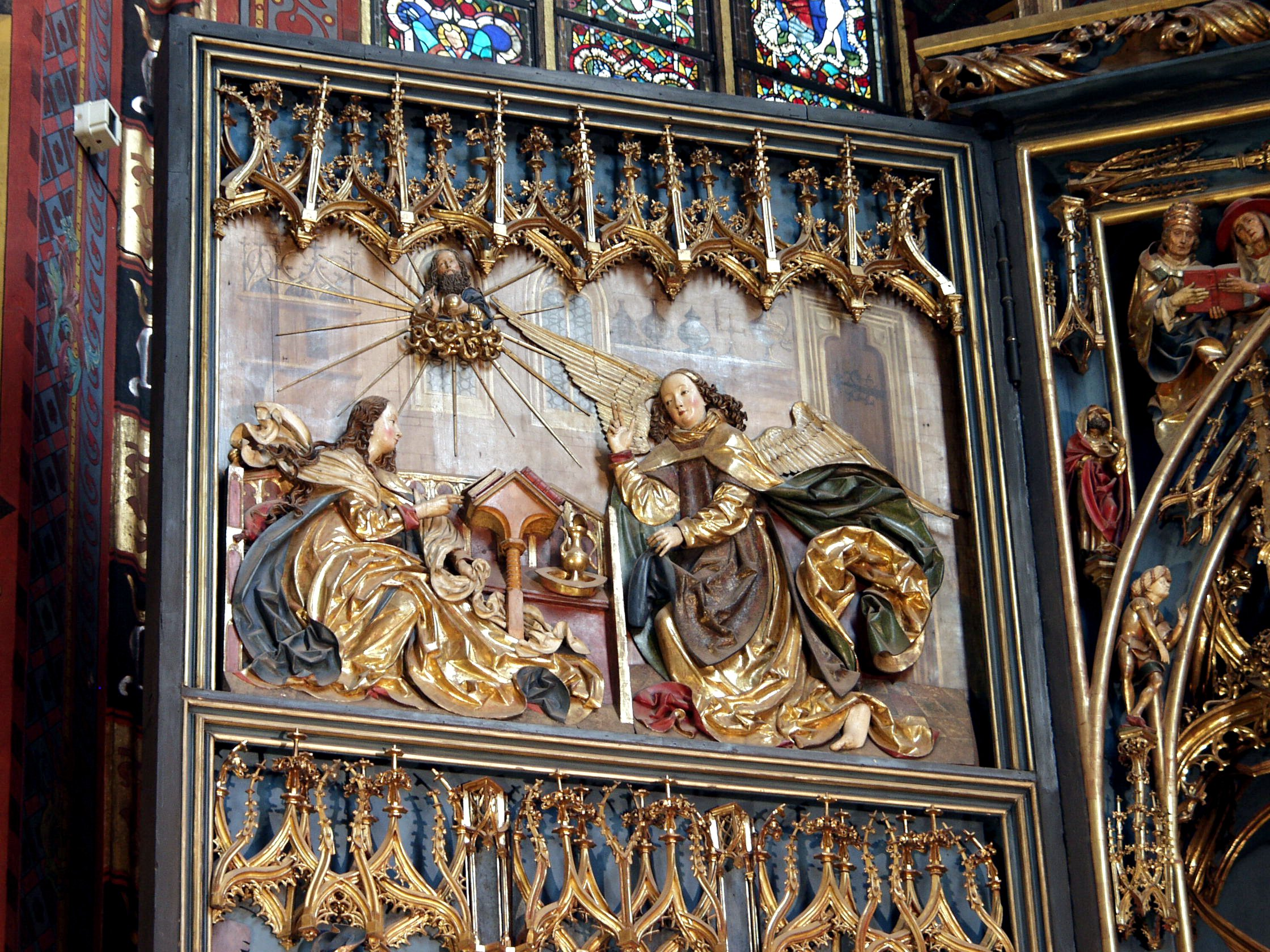
Angyali üdvözlet
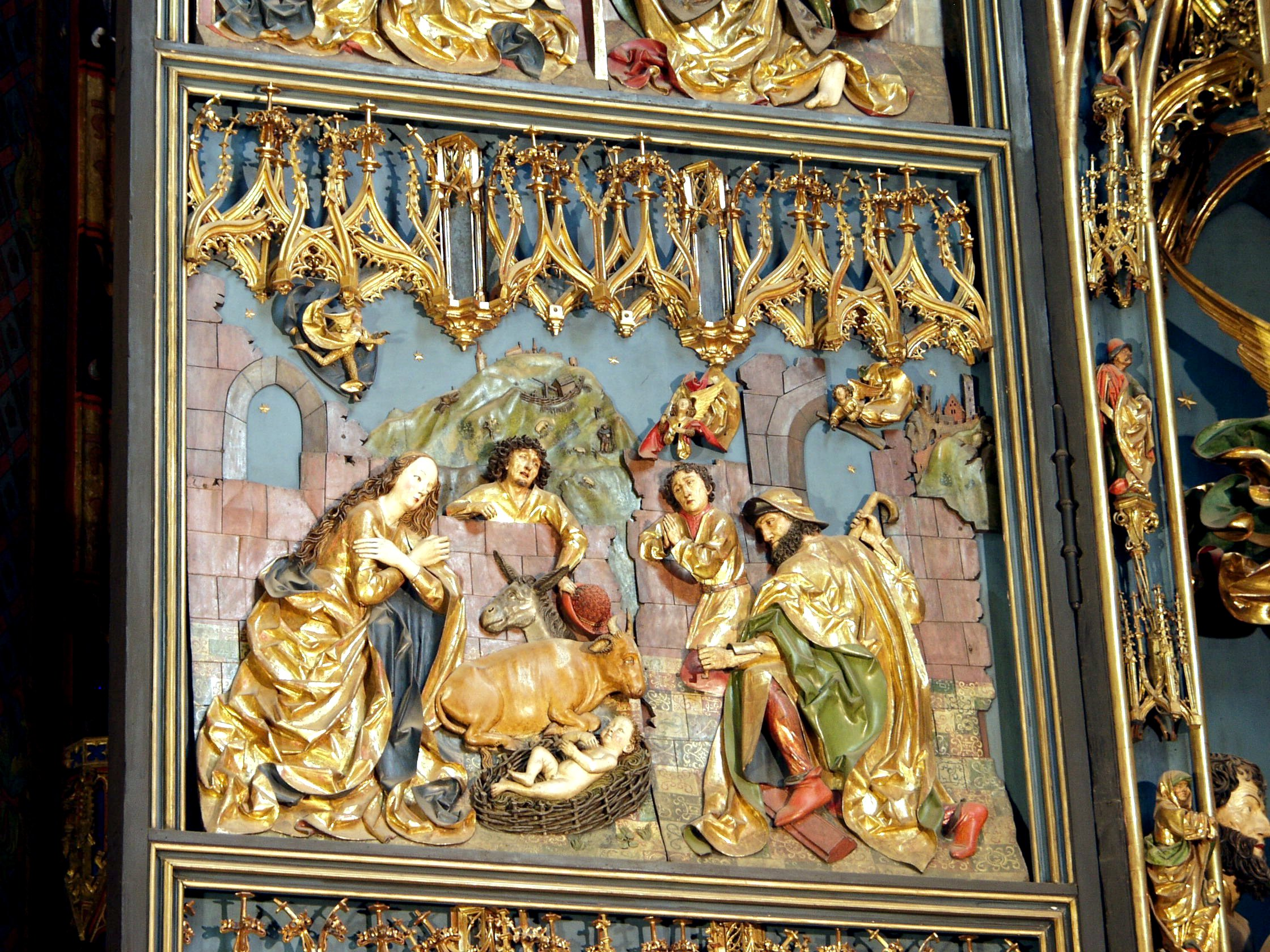
Jézus születése
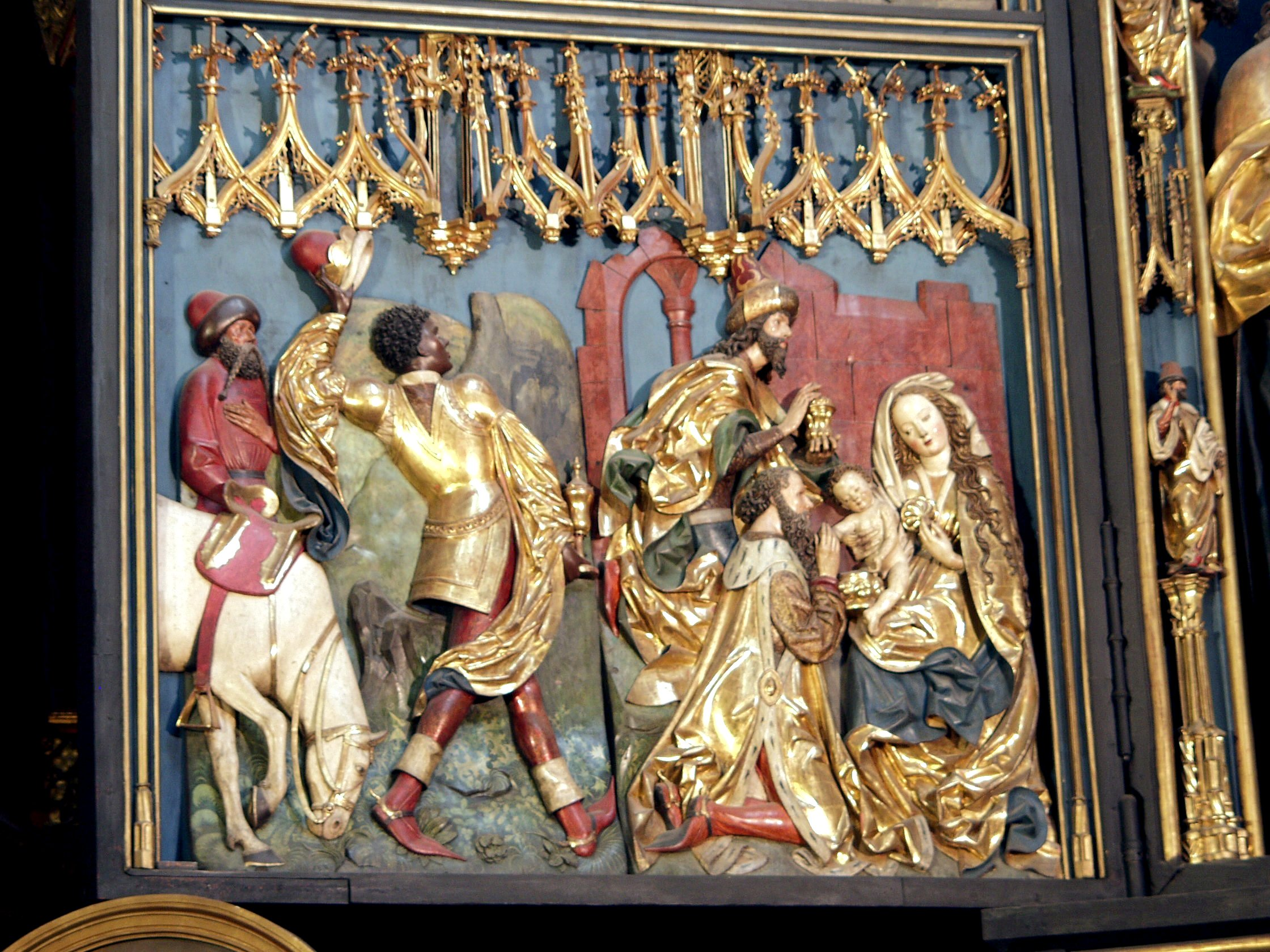
Napkeleti bölcsek
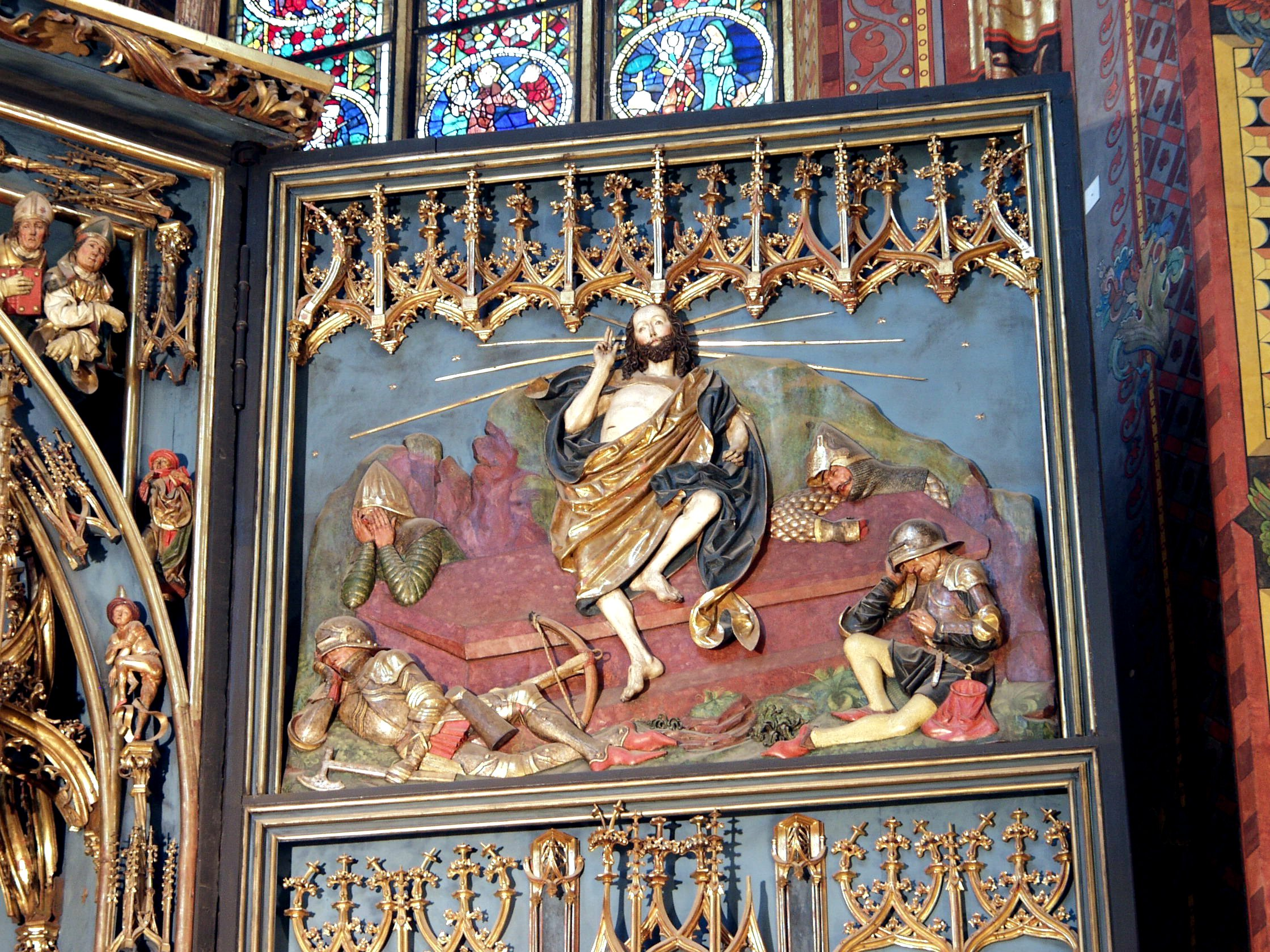
Krisztus feltámadása
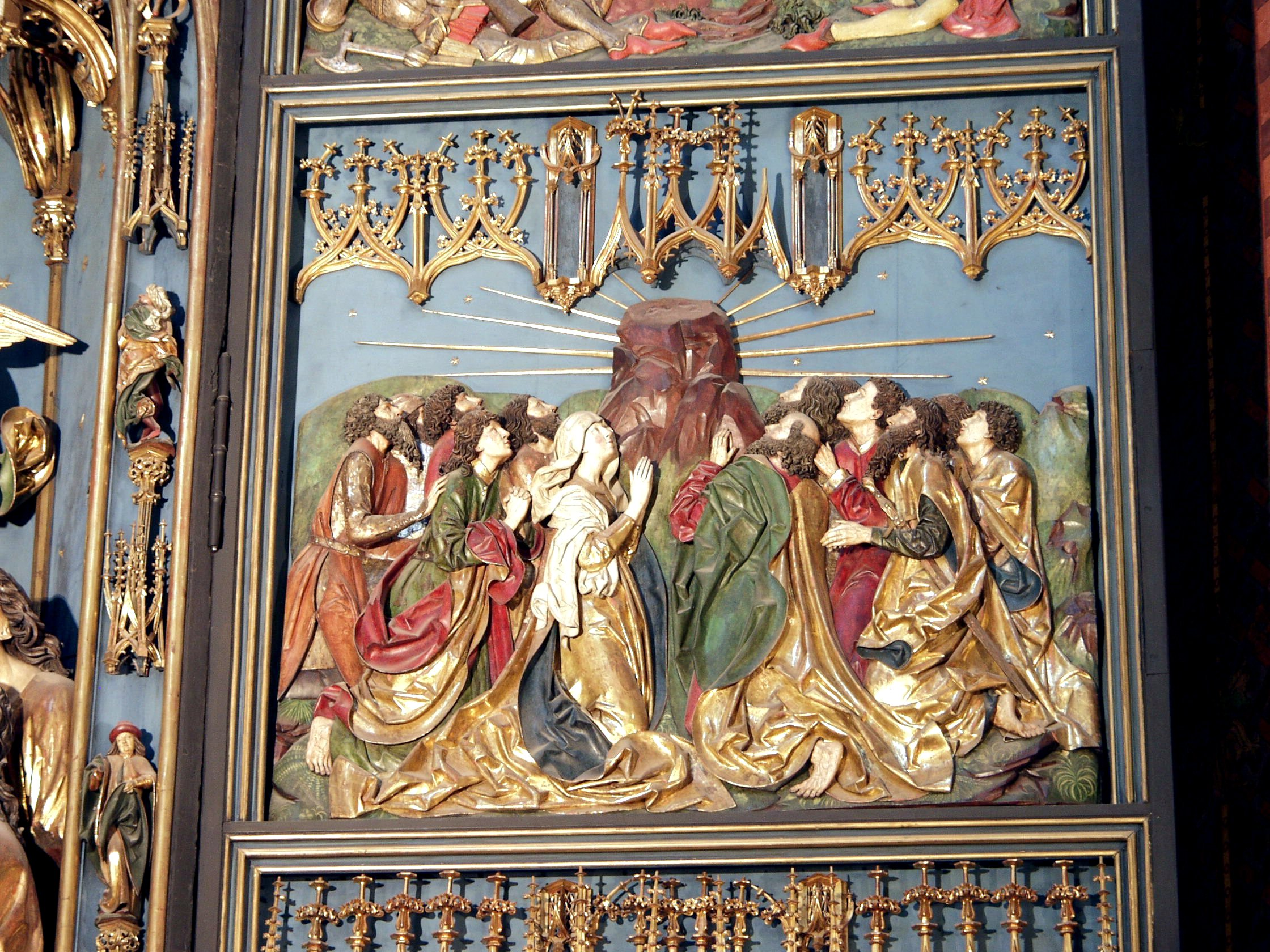
Krisztus mennybemenetele
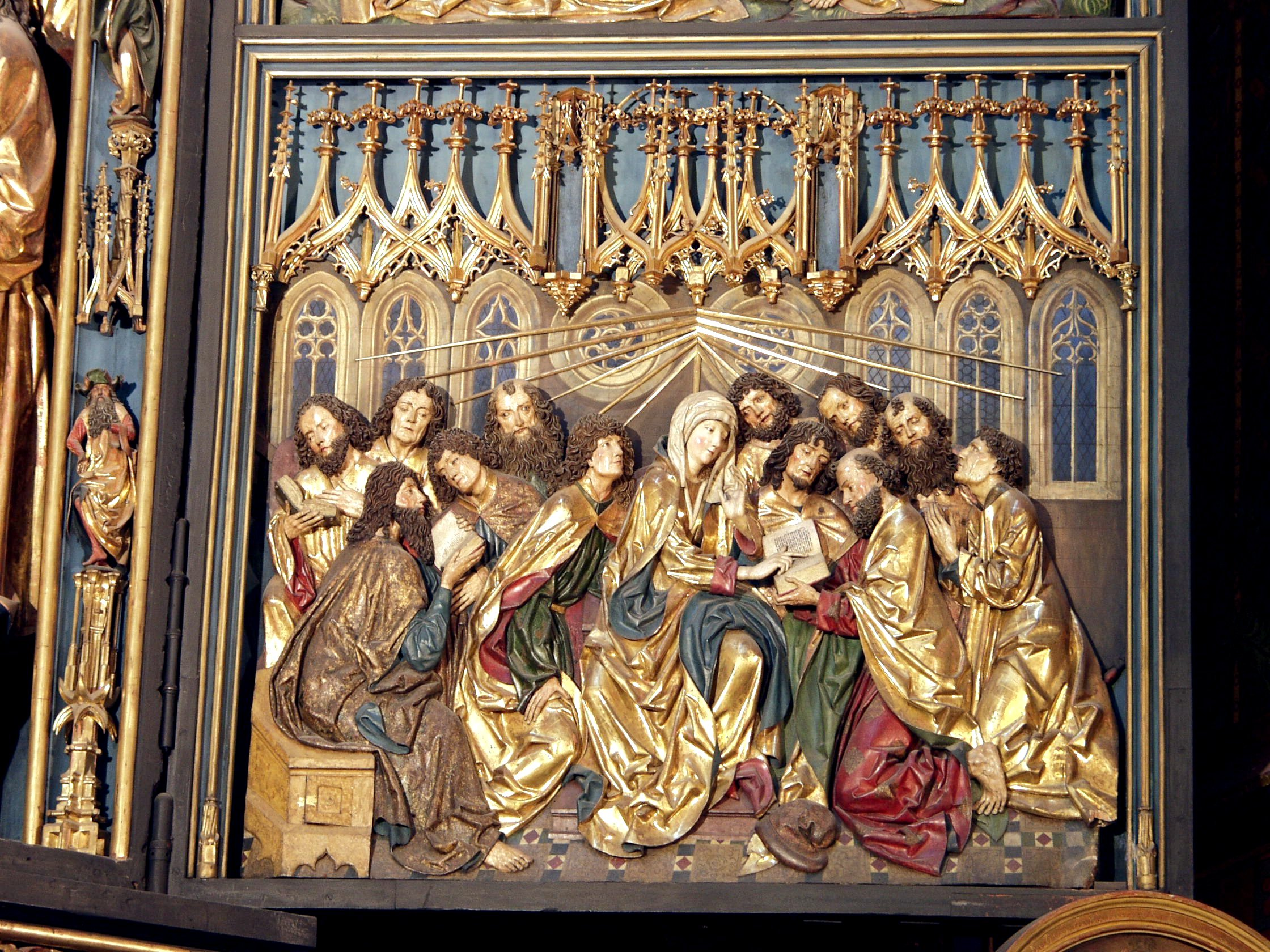
A Szentlélek kiáradása

## A 2021-ben történt felújítás után

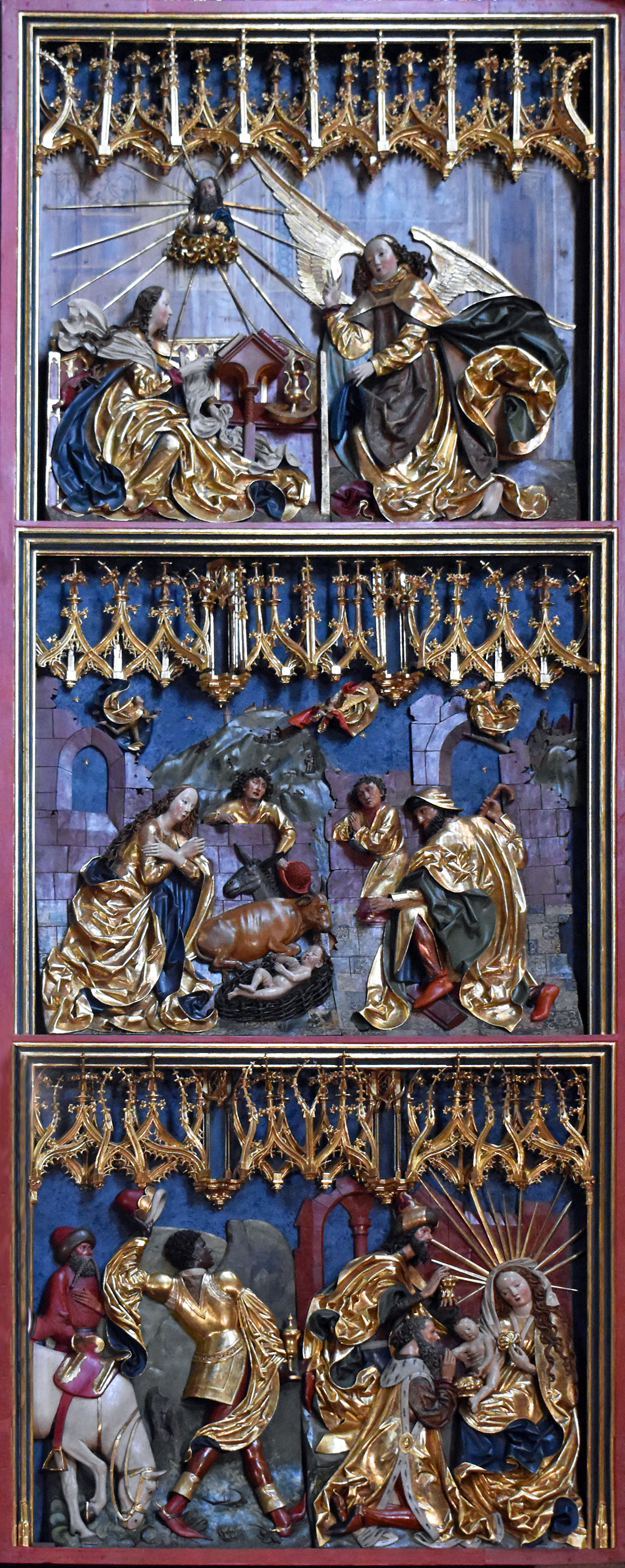
Bal szárny
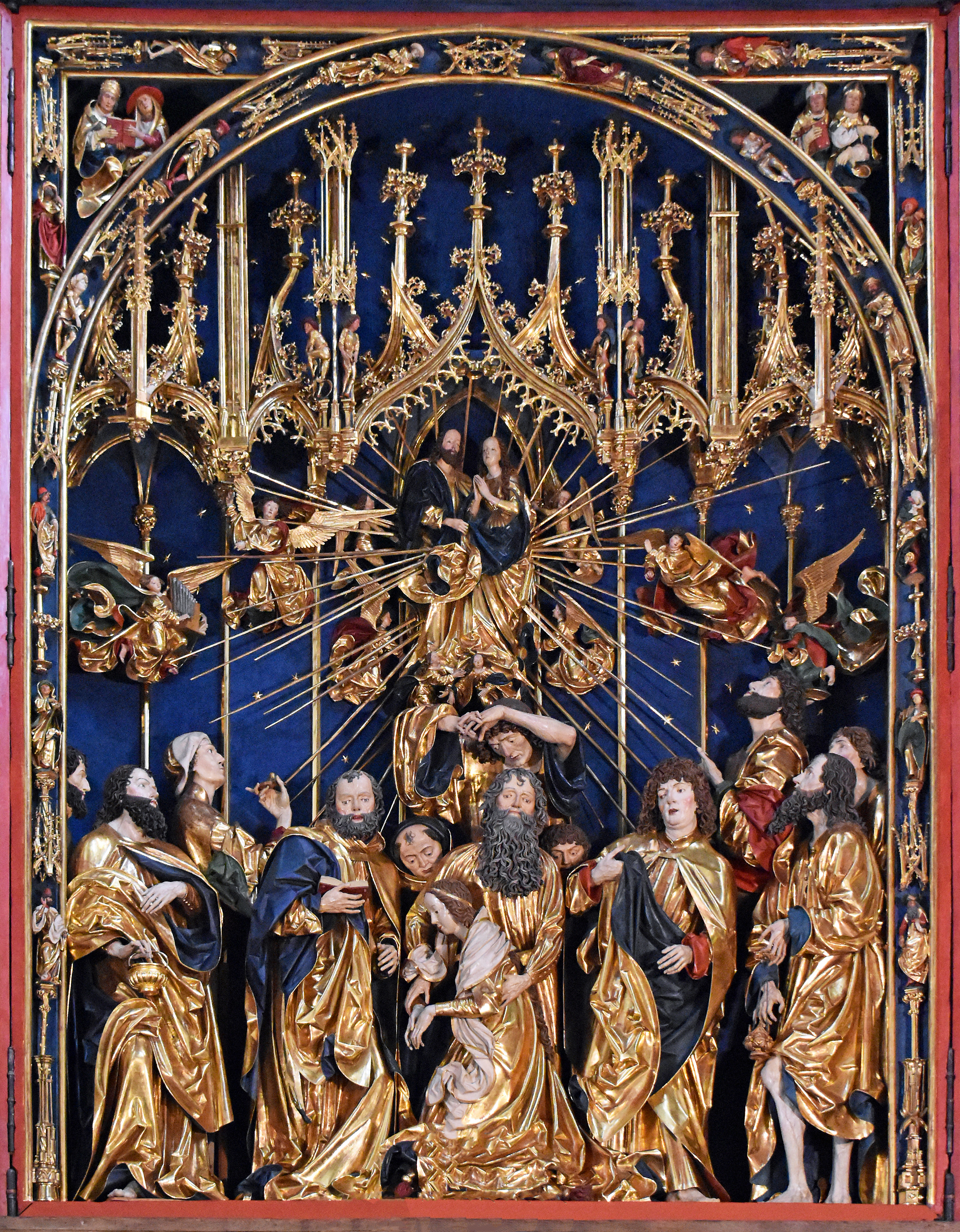
Az oltár középső része
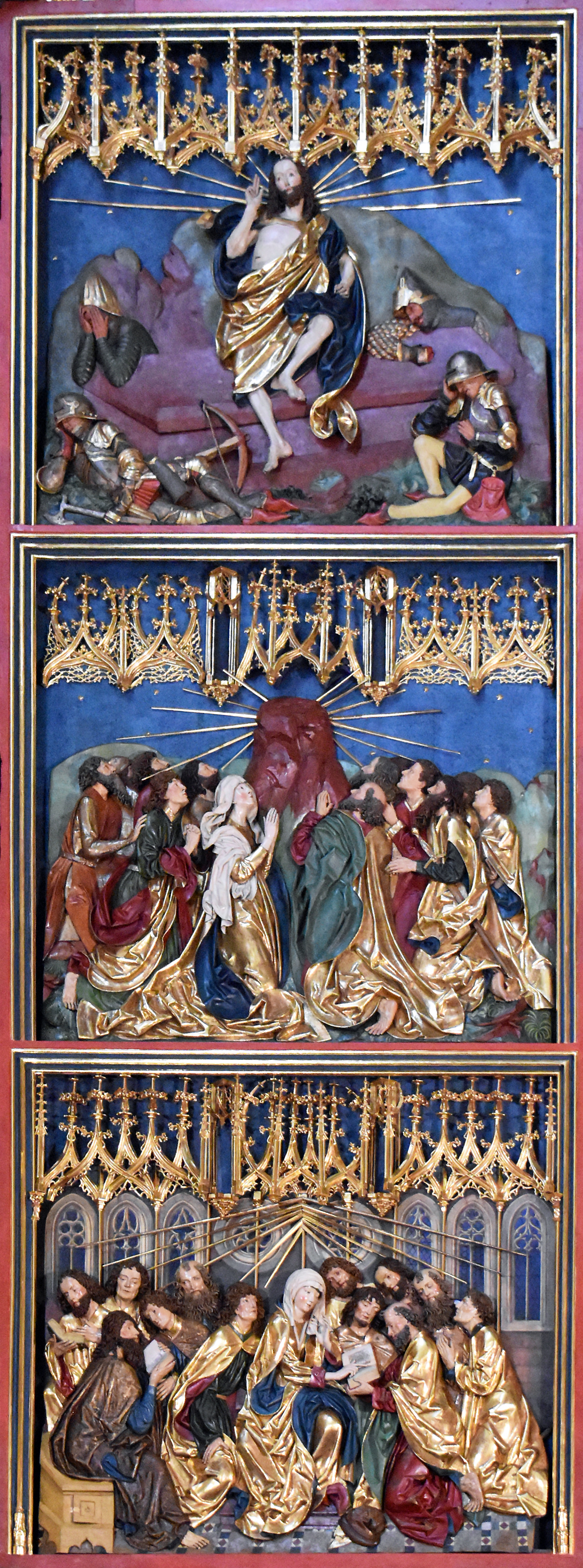
Jobb szárny

## Fordítás
- Ez a szócikk részben vagy egészben  a   Veit Stoss altarpiece in Kraków című angol Wikipédia-szócikk ezen változatának fordításán alapul.  Az eredeti cikk szerkesztőit annak laptörténete sorolja fel. Ez a jelzés csupán a megfogalmazás eredetét és a szerzői jogokat jelzi, nem szolgál a cikkben szereplő információk forrásmegjelöléseként.